# Jakub Jaworski (oficer)
Jakub Jaworski (ur. 1882, zm. ?) – kapitan piechoty cesarskiej i królewskiej Armii.

## Życiorys
Urodził się bądź mieszkał w Suczawie, ówczesnym mieście powiatowym Księstwa Bukowiny. 1 stycznia 1911, po odbyciu jednorocznej ochotniczej służby wojskowej, został mianowany na stopień kadeta rezerwy i przydzielony do Bukowińskiego Pułku Piechoty Nr 41, który stacjonował w Czerniowcach. W szeregach tego oddziału wziął w mobilizacji sił zbrojnych Monarchii Austro-Węgierskiej, wprowadzonej w 1913, w związku z wojną na Bałkanach, a następnie walczył na frontach I wojny światowej. Na początku 1918 służąc w 15. kompanii został ranny. Na stopień nadporucznika został mianowany ze starszeństwem z 1 września 1915 w korpusie oficerów rezerwy piechoty. Później został przemianowany na oficera zawodowego. Na stopień kapitana został mianowany ze starszeństwem z 1 listopada 1917.

## Ordery i odznaczenia
W czasie służby w c. i k. Armii otrzymał:
- Order Korony Żelaznej 3. klasy z dekoracją wojenną i mieczami,
- Krzyż Zasługi Wojskowej 3 klasy z dekoracją wojenną i mieczami,
- Srebrny Medal Zasługi Wojskowej z mieczami na wstążce Krzyża Zasługi Wojskowej,
- Brązowy Medal Zasługi Wojskowej z mieczami na wstążce Krzyża Zasługi Wojskowej,
- Krzyż Wojskowy Karola[9],
- Krzyż Pamiątkowy Mobilizacji 1912–1913[10].